# Бандар Абас
Бандар Абас (на персийски: بندر عباس) е град в Иран, столица на провинция Хормозган. При преброяването от 2011 г. има 435 751 жители.

## Етимология
Бандар Абас винаги е бил пристанищен град, и като такъв неговите имена адресират към тази му функция. Най-общото наименование с течение на времето идва от персийското „gümrük“, но се спекулира, че е от „kamrūn“, скариди (което на португалски е camarão, подобно на бившото португалско име). Настоящото име произлиза от това на Шах Абас I в двойка с „пристанище“.

## История

### Антична
Най-ранните записки за Бандар Абас са по времето на Дарий Велики (между 522 и 486 г. пр.н.е.). Командирът на Дарий, Силаций, започва пътя до Индия и Червено море от Бандар Абас. По време на завладяването на Персийската империя от Александър Македонски градът е известен с името Хормирзад.

### Португалско владичество
До 16 век Бандар Абас е известен като Гамрюн сред персите. През 1565 г. европейски мореплавател го нарича Бамдел Гомбрук, позовавайки се на това като персийско и турско име. Градът е завладян от португалците през 1514 г. и е важно място за защита на тяхната търговия в Персийския залив и Индия. Нарекли града Коморао, поради наличието на омари и раци по бреговете му.
През 1614 г. Коморао е завзет от Аббас Велики и преименуван на Бандар-е Аббас („Пристанище на Аббас“). Подкрепен от английската флота, Аббас развива града като голямо пристанище. До 1622 г. португалските и английските имена са официално комбинирани, за да образуват Комбру или Комбу, въпреки че жителите все още го наричат Бандар-е Абас. Сър Томас Хърбърт твърди, че официалното английско име е Гъмбраун, но го произнася Гомброон. До 70-те години на 17 век градът е известен като Геймърун.
През 1622 г. Шах Абас побеждава португалските войски с помощта на британските войници и иранския командир Имам Кули Хан. В чест на тази победа градът е преименуван на Бандар Абас.

### Оманско владичество
Между 1794 г. и 1868 г. Бандар Абас е под контрола на Султаната на Оман и Занзибар чрез договор за наем с Персия. Подробностите около този договор очевидно се различават между арабските и персийските версии. Оманците контролират крайбрежния участък от около 100 мили от Седидж до Хемир и вътрешноводния около 30 мили до Шамил. През 1823 г. персите се опитват да изтласкат оманците, но султанът успява да запази Бандар чрез подкупи и почит за управителя на Шираз. През 1845 – 46 г. армията на управителя на Фарс застрашава Бандар, докато тази на Керман обсажда Минаб.
Персите си връщат контрола върху града през 1854 г., когато султанът е в Занзибар. Под британски натиск след англо-персийската война през 1856 г. Персия подновява договора с Оман при благоприятни условия. Наемната цена е повишена. Отново по настояване на британците споразумението е подновено през 1868 г. при по-висока цена и за по-кратък срок. Два месеца след подновяването му договорът за наем е отменен от персийското правителство, позовавайки се на клауза, която разрешава прекратяването му, ако султанът на Оман бъде свален.

### Съвременна история
Земетресение през юли 1902 г. разрушава част на града, включително къщата на управителя и митническото учреждение, както и близкия остров Кешм.
Мохамед Реза Пахлави обръща специално внимание на Бандар Абас като стратегическо пристанище и по време на своето правителство инвестира огромни суми в инфраструктурата.
Бандар Абас служи като основна точка за корабоплаването, най-вече по отношение на вноса, и има дълга история на търговията с Индия, особено в пристанището на Сурат. Хиляди туристи посещават града и близките острови Кешм и Ормуз всяка година.
Градът е малко рибарско пристанище с около 17 000 души през 1955 г., преди първоначалните планове да го развият като основно пристанище. До 2001 г. той се превръща в голям град. Населението му през 2011 г. е 435 751 души.

## География
Разположен е на равен терен със средна височина от 9 метра над морското равнище. Най-близката река до Бандар Абас е река Шор, която се влива в Персийския залив на 10 km източно от града. На юг от града е остров Кешм.

### Климат
Има горещ пустинен климат. Максималната температура през лятото достига до 49 °C, докато в зимни условия минималната температура може да падне до 5 °C. Годишната сума на валежите е около 170 mm, а средната относителна влажност на въздуха е 65%.
Високата влажност причинява летните дневни температурни амплитуди да бъдат по-ниски, за разлика от типичния пустинен климат, и е в резултат на въздушния поток от топлите води на Персийския залив.
| Бандар Абас                           | Бандар Абас | Бандар Абас | Бандар Абас | Бандар Абас | Бандар Абас | Бандар Абас | Бандар Абас | Бандар Абас | Бандар Абас | Бандар Абас | Бандар Абас | Бандар Абас | Бандар Абас |
| Месеци                                | яну.        | фев.        | март        | апр.        | май         | юни         | юли         | авг.        | сеп.        | окт.        | ное.        | дек.        | Годишно     |
| Абсолютни максимални температури (°C) | 32,0        | 33,0        | 39,0        | 42,0        | 47,0        | 51,0        | 48,0        | 46,0        | 45,0        | 42,0        | 38,0        | 32,0        |             |
| Средни максимални температури (°C)    | 23,5        | 24,4        | 27,7        | 31,6        | 36,3        | 38,4        | 38,2        | 37,7        | 36,8        | 35          | 30,4        | 25,5        | 32,13       |
| Средни температури (°C)               | 18,1        | 19,4        | 23,1        | 26,8        | 31,2        | 33,7        | 34,4        | 34,0        | 32,5        | 29,6        | 24,3        | 19,7        |             |
| Средни минимални температури (°C)     | 12,1        | 14          | 17,5        | 20,9        | 24,7        | 28          | 30,3        | 30,1        | 27,7        | 23,5        | 18          | 13,5        | 21,69       |
| Абсолютни минимални температури (°C)  | 3,0         | 5,4         | 7,6         | 11,5        | 17,0        | 20,0        | 25,2        | 25,0        | 21,0        | 12,0        | 6,0         | 2,0         |             |
| Средни месечни валежи (mm)            | 39,7        | 47,5        | 34,8        | 10,7        | 4,8         | 0,0         | 0,6         | 2,2         | 0,8         | 1,3         | 5,0         | 24,0        |             |
| ------------------------------------- | ----------- | ----------- | ----------- | ----------- | ----------- | ----------- | ----------- | ----------- | ----------- | ----------- | ----------- | ----------- | ----------- |
| Източник: NOAA (1961 – 1990)          |             |             |             |             |             |             |             |             |             |             |             |             |             |

## Транспорт

### Въздушен транспорт
Международното летище на Бандар Абас има капацитет и съоръжения за разтоварване на големи транспортни самолети.

### Пътища
Бандар Абас е достъпен от следните магистрали:
- Бандар Абас-Сирджан, 300 km на североизток.
- Бандар Абас-Керман, 484 km на североизток.
- Бандар Абас-Шираз, 650 km на север.
- Бандар Абас-Захедан, 722 km на изток.

### Железопътен транспорт
От 1993 г. града е южен край на Ислямската република за главния северно-южен коридор, който го свързва с Язд, Кум, Техеран и Казвин на север.

## Език
Местните жители говорят на Бандари (بندری), диалектна форма на персийския. Той има заемки от различни европейски езици (например tawāl, „кърпа“ от английски) и някои арабски (например atā [اتى], „да дойде“), персийски и белуджки език.

## Износ
Осъществява се транзитът на стоки, цитрусови плодове, тютюн, продукти на риболова. Бандар Абас в началото на 20 век е известен с износа на иранската керамика за Англия. По-късно е тя е заменена от порцелановите съдове, внасяни от Китай.

## Спорт
Алуминиум Хормозган е основният футболен клуб в града. Отборът е основан през 2006 г. През 2012 г. участва в Иранската премиер лига, но след първия си сезон там, изпада в Азадеган лига.
Бандер Абас има втори по-малко поддържан отбор, Шардари, който е основан през 2005 г. и е на общинска издръжка. Също се състезава в Азадеган лига.